# Metropolia di Kastoria

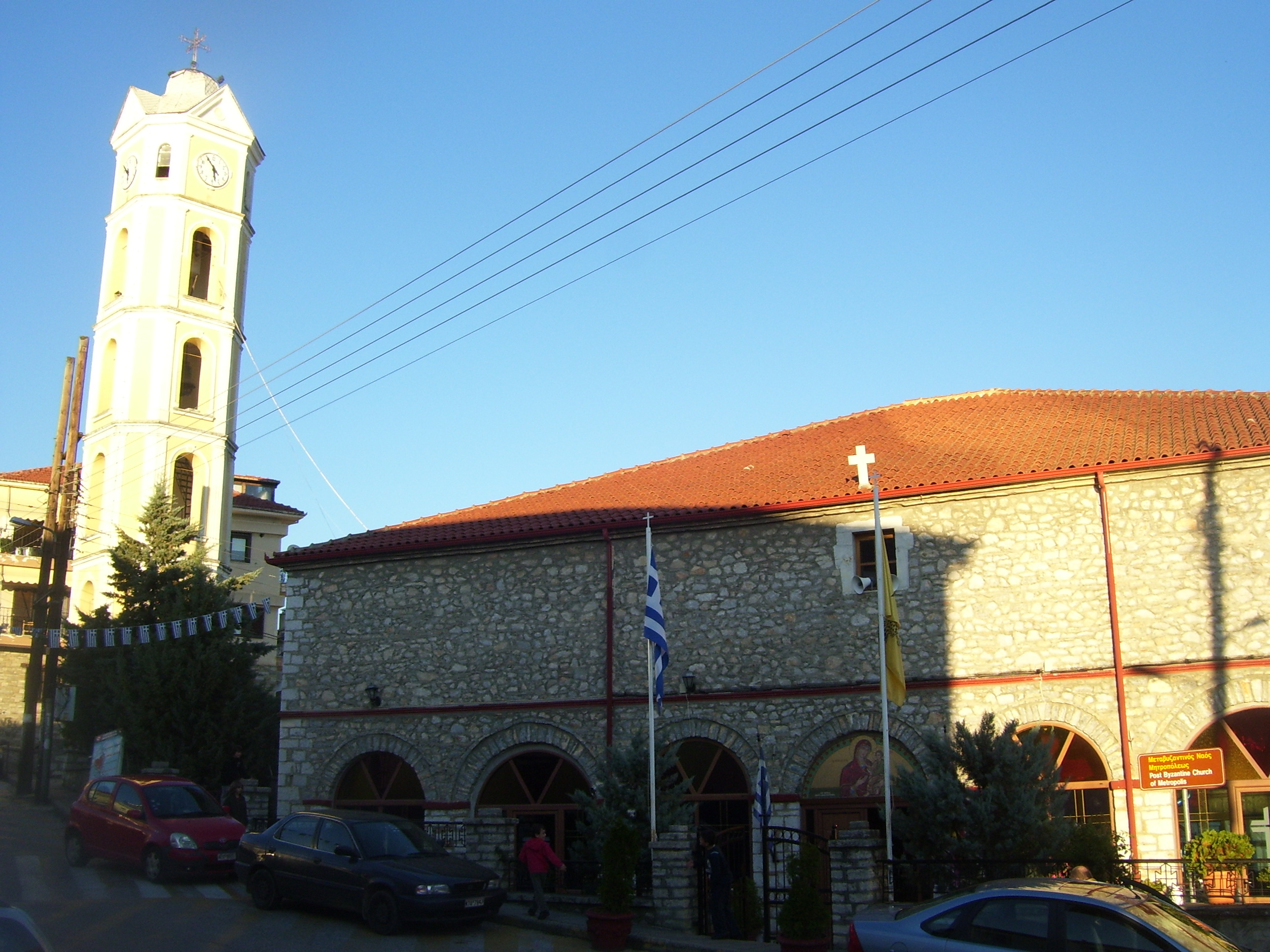
La cattedrale della Dormizione della Madre di Dio a Kastoria.

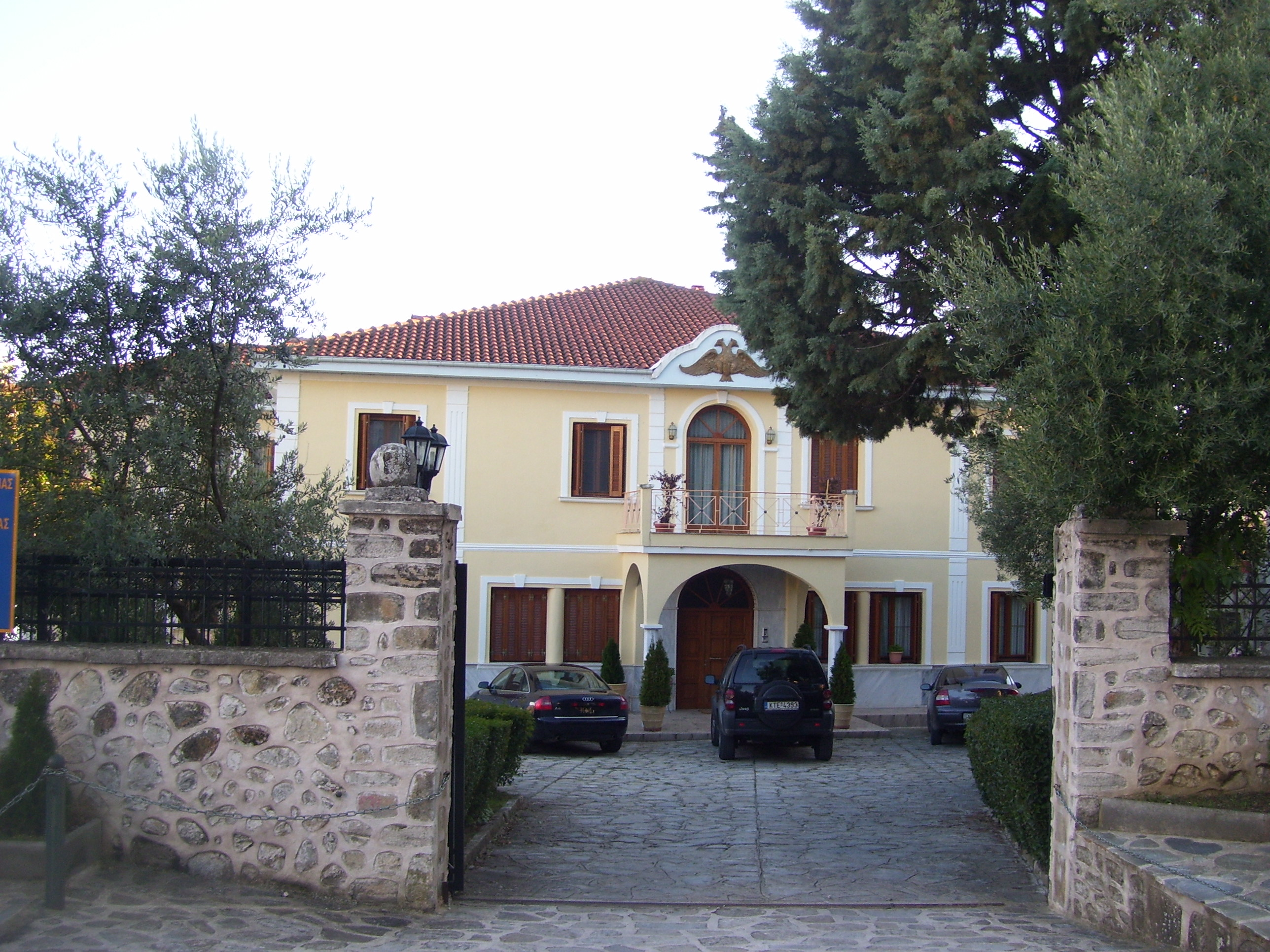
La sede dei metropoliti di Kastoria.

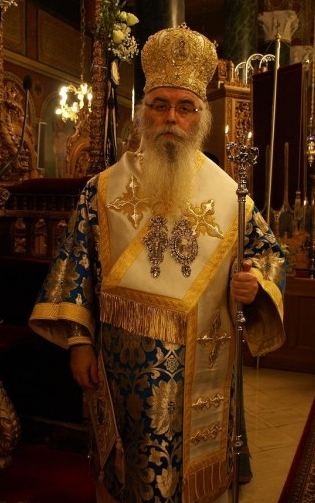
Il metropolita Serafeim Papakostas, morto il 29 dicembre 2020.

La metropolia di Kastoria (in greco: Ιερά Μητρόπολης Καστορίας; Ierá Mitrópolīs Kastoria) è una diocesi del Patriarcato ecumenico di Costantinopoli, pastoralmente affidata alla Chiesa di Grecia, con sede a Kastoria, nella Macedonia Occidentale, dove si trova la cattedrale della Dormizione della Madre di Dio.
Dall'8 ottobre 2021 il metropolita di Kastoria è Kallinikos Georgatos.

## Territorio
La metropolia comprende la maggior parte dell'unità periferica di Kastoria, e i centri di Vatochori, Antartiko, Trigono, Kotas, Krystallopigi, Korifi e Prasino del comune di Prespes, e quelli di Aetos, Agrapidies, Peklodohos, Valtodero, Valtroneho, Variko , Nymfaio, Limnochori e Asprogeia del comune di Amyntaio, nell'unità periferica di Florina.
Sede del metropolita è la città di Kastoria, dove si trova la cattedrale della Dormizione della Madre di Dio.
Dal punto di vista canonico, la metropolia fa parte del Patriarcato ecumenico di Costantinopoli. Tuttavia, trovandosi in territorio greco, la gestione pastorale è affidata alle cure dell'arcivescovo di Atene e della Chiesa di Grecia.

## Storia
Castoria è menzionata nelle fonti greche e bizantine solo a partire dal X secolo, quando venne conquistata dai Bulgari. Nel 1018 fu ripresa dall'imperatore Basilio II Bulgaroctono. Contesa tra Latini e Bizantini nel XIII secolo, fu occupata dai Serbi nel XIV secolo e definitivamente annessa all'impero ottomano nel 1385, rimanendovi fino al 1912.
Incerte sono le origini di questa diocesi, che appare per la prima volta nella decisione di Basilio II del 1018, con la quale l'imperatore definiva l'estensione e la giurisdizione dell'arcivescovado di Ocrida (chiamata "patriarcato" da alcuni autori), di cui Castoria diventava una delle suffraganee. La provincia ecclesiastica di Ocrida fu in questa occasione sottomessa al patriarcato di Costantinopoli e ne seguì la sorte con l'insorgere del cosiddetto scisma d'Oriente nel 1054.
Il primo vescovo conosciuto di Castoria è Teodoro, documentato da un sigillo vescovile databile all'XI secolo.
La diocesi di Castoria è menzionata una sola volta nelle Notitiae Episcopatuum del patriarcato di Costantinopoli, databile al XII secolo, in un elenco di diocesi bulgare dipendenti dal patriarcato. Nell'ambito del "patriarcato" di Acrida, Castoria fu dapprima elevata al rango di arcidiocesi; dopo il 1590 e prima del 1660 divenne una metropolia. Nel 1706 sono note 3 suffraganee di Castoria: Sisanio, Moglena e Molischo. Come tale è documentata in tutte le liste di diocesi del patriarcato di Acrida fino alla soppressione di questo nel 1767. A partire da questo momento Castoria e tutte le altre diocesi del patriarcato di Acrida entrarono a far parte a pieno titolo del patriarcato di Costantinopoli.
Dal 1912 la sede, pur continuando a far parte nominalmente del patriarcato di Costantinopoli, dipende dal Santo Sinodo della Chiesa di Grecia.

## Cronotassi
- Teodoro † (XI secolo)[6]
- Giovanni † (XI secolo)[7]
- Anonimo † (circa 1092/1094)[8]
- Michele † (prima metà del XII secolo)[9]
- Ciro †
- Giuseppe † (documentato nel 1481)
- Acacio † (documentato dal 1531 a luglio 1543)
- Metodio † (documentato da febbraio 1544 al 1559)
- Eutimio † (documentato nel 1564)
- Ioasaf † (documentato dal 1565 al 1567)
- Massimo † (documentato nel 1572)
- Bessarione † (documentato nel 1577)
- Sofronio † (documentato dal 1578 al 1580)
- Michele † (documentato prima del 1590)
- Nettario † (documentato nel 1593)
- Metrofane † (documentato dal 1606 al 1611)
- Carito † (documentato nel 1618)
- Ieroteo † (documentato nel 1621)
- Teofilatto † (documentato dal 1621 al 1622)
- Carito † (documentato dal 1624 al 1638)
- Arsenio † (documentato dal 1643 al 1654)
- Ieroteo † (documentato nel 1657)
- Davide † (documentato dal 1660 al 1677)
- Grasimo Palladas † (1677 - 25 luglio 1688 eletto patriarca di Alessandria)
- Davide † (1688 - 14 novembre 1694) (per la seconda volta)
- Dionisio Mantoukas † (14 novembre 1694 - 6 febbraio 1719)
- Dositeo † (documentato dal 1706 ad aprile 1707)
- Crisante † (21 febbraio 1719 - 1756)
- Isaia † (documentato a maggio 1759)
- Eutimio † (3 novembre 1759 - 24 novembre 1765)
- Gennadio (o Eutimio) † (documentato dal 1773 al 1797)
- Neofito † (ottobre 1799 - febbraio 1835 eletto metropolita di Imbro)
- Atanasio † (1836 - gennaio 1841)
- Niceforo † (gennaio 1841 - 27 giugno 1874 deceduto)
- Ilarione Karakallas † (16 luglio 1874 - 30 aprile 1880 eletto metropolita di Fanari e Farsalo)
- Costanzo Issakidis † (30 aprile 1880 - 27 novembre 1882 dimesso)[10]
- Cirillo Demetriades † (27 novembre 1882 - 11 ottobre 1888 eletto metropolita di Lemno e Agiostrati)
- Gregorio Drakopoulos † (11 ottobre 1888 - 10 ottobre 1889 eletto metropolita di Varna)
- Filarete Bafides † (10 ottobre 1889 - 6 maggio 1899 eletto metropolita di Didymoteicho)
- Atanasio Caporales † (3 giugno 1899 - 28 settembre 1900 eletto metropolita di Samo)
- Germano Karavangelis † (21 ottobre 1900 - 5 febbraio 1908 eletto metropolita di Amasea)
- Gioacchino Baxevanides † (21 febbraio 1908 - 5 luglio 1911 deceduto)
- Gioacchino Leptides † (2 agosto 1911 - 6 dicembre 1931 deceduto)
  - Sede vacante (1931-1936)
- Niceforo Papasideres † (22 marzo 1936 - 14 agosto 1958 deceduto)
- Doroteo Giannaropoulos † (26 settembre 1958 - 13 luglio 1974)
- Gregorio Maistros † (14 luglio 1974 - 30 maggio 1985 deceduto)
- Gregorio Papoutropoulos † (21 novembre 1985 - 30 gennaio 1996 deceduto)
- Serafino Papakostas † (5 ottobre 1996 - 29 dicembre 2020 deceduto)
- Kallinikos Georgatos, dall'8 ottobre 2021